# سایشاو
سایشاو (به آلمانی: Sichau) یک منطقهٔ مسکونی در آلمان است که در گراده‌لگن واقع شده‌است. سایشاو ۲۵۶ نفر جمعیت دارد.